# سورن گریگوریان (دولتمرد)
سورن گریگوریان (ارمنی: Սուրեն Սամվելի Գրիգորյան؛ زادهٔ ۲۴ ژوئن ۱۹۹۲) یک حقوق‌دان و سیاستمدار اهل ارمنستان است که از تاریخ ۲۰۱۹ تا تاریخ ۲۰۲۱ سمت نمایندگی دوره هفتم مجلس ملی جمهوری ارمنستان را برعهده داشت.

## زندگی‌نامه
در ۲۴ ژوئن ۱۹۹۲ در ایروان به دنیا آمد و از en:Russian-Armenian University فارغ‌التحصیل شد. 